# Torre di Porta Nuova (Como)
La Torre di Porta Nuova, nota anche come Torre Gattoni, è un edificio militare situato all'estremità sud-occidentale della cinta muraria del centro storico di Como.

## Storia
Le mura di Como vengono abbattute dai milanesi alla fine della guerra dei dieci anni (1118-1127) ma l'occasione del riscatto si ha nel 1154, con la prima discesa di Federico Barbarossa in Italia. L'imperatore combatte contro Milano ed i comaschi sono suoi alleati, quindi le mura della città vengono ricostruite con il suo beneplacito. Più tardi, intorno al 1192, la nuova cinta muraria viene rinforzata dal podestà Uberto de' Olevano con l'aggiunta di tre grandi torri poste sul lato sud: la torre di Porta Nuova ad ovest, Porta Torre al centro, e la torre di San Vitale ad est.
Di pianta pentagonale, la torre è anche detta Torre Gattoni in onore di Giulio Cesare Gattoni, gesuita che vi aveva allestito un proprio laboratorio di fisica dove il suo amico Alessandro Volta si dedicò allo studio della pila.
Durante il Risorgimento, la torre fu una delle fortificazioni utilizzata dalle truppe austro-ungariche per difendere la città.